# نوروز رنگی
نوروز رنگی یک مجموعه تلویزیونی ایرانی به کارگردانی علیرضا مسعودی است. این مجموعه در ژانر طنز محصول گروه فیلم و سریال شبکه پنج است که در نوروز ۱۴۰۰ پخش شد.

## خلاصه داستان
این مجموعه تلویزیونی داستان یک خانوادهٔ قشر متوسط نشین مشهدی در نوروز سال ۱۳۶۷ را روایت می‌کند. پدر خانواده که صاحب ۵ پسر و دو دختر است از یک نفر طلب دارد و کسی که می‌خواهد به او پول بدهد، به جای آن یک تلویزیون رنگی می‌دهد تا وقتی که پول جور شود و اگر نشد تلویزیون را بفروشند. بعد از مدتی پدر همراه با بقیه خانواده به مسافرت می‌روند ولی جواد پسر دومی در خانه میماند و اتفاقات جالبی برای او رخ میدهد....
بازیگران این مجموعه رابعه اسکویی، جواد خواجوی، هادی عامل هاشمی، یوسف تیموری، شهرام قائدی، پریسا مقتدی، ماهان عبدی، شاهو رستمی، سیمین بهفر، الهه جعفری و حدیثه زارعی، محمد اسلامی، سینا رازقی و حمیدرضا حافظ شجری، محمد ریحانی (پویا ریحانی) و محمدعلی کشمندی و سیما خالقی هستند.

## بازیگران
- رابعه اسکویی در نقش اعظم خانم
- جواد خواجوی در نقش جواد
- هادی عامل هاشمی در نقش آقا صادق
- یوسف تیموری در نقش دایی ویجی(دایی محمود)
- شهرام قائدی در نقش آقای هاشمی
- پریسا مقتدی در نقش کتایون
- شاهو رستمی در نقش آقاخانی
- سیمین بهفر در نقش شکوفه
- الهه جعفری در نقش فرشته
- سیاوش مفیدی در نقش میثم (شاپور)
- علیرضا مسعودی در نقش آقای مهدوی
- سینا رازقی در نقش سعید
- محمد اسلامی در نقش احمد
- ماهان عبدی در نقش مرتضی
- سجاد حسین‌پور در نقش جلال
- سیما خالقی در نقش ساجده
- الهه یگانه پور در نقش مهلا
- حدیثه زارعی در نقش کژال
- حمیدرضا حافظ شجری در نقش جعفر
- پویا ریحانی در نقش آقای هادوی
- علی انوریان یزدی در نقش اکبر آقا
- محمد امین سلیمی راد در نقش امین
- داریوش سلیمی در نقش هوشنگ
- ماشاالله شاهمرادی‌زاده در نقش حاج آقا